# Mikronéziai U23-as labdarúgó-válogatott
A mikronéziai U-23-as labdarúgó-válogatott Mikronéziai Szövetségi Államok válogatottja, melyet az Mikronéziai labdarúgó-szövetség (Federated States of Micronesia Football Association) irányít .
Egyszer vett részt a Csendes-óceáni játékokon ahol ahol 114 gólt kapott és egyet sem szerzett. A válogatott először Tahititől kapott ki 30-0-ra, aztán Fidzsitől 38-0-ra, aztán végül Vanuatutól 46-0-ra. A válogatott azért indult a Csendes-óceáni játékokon, hogy hivatalos elismerést és tagságot kapjon a FIFA-tól.

## Csendes-óceáni játékok
- 2015 – Csoportkör
- 2019– Nem indult

## Nemzetközi Mérleg
| Ellenfél        | M | GY | D | V | RG | KG  | GK   | Győz. % |
| --------------- | - | -- | - | - | -- | --- | ---- | ------- |
| Vanuatu         | 1 | 0  | 0 | 1 | 0  | 46  | -46  | 0%      |
| Fidzsi-szigetek | 1 | 0  | 0 | 1 | 0  | 38  | −38  | 0%      |
| Tahiti          | 1 | 0  | 0 | 1 | 0  | 30  | −30  | 0%      |
| Összesen        | 3 | 0  | 0 | 3 | 0  | 114 | −114 | 0%      |